# Bizovačke Toplice

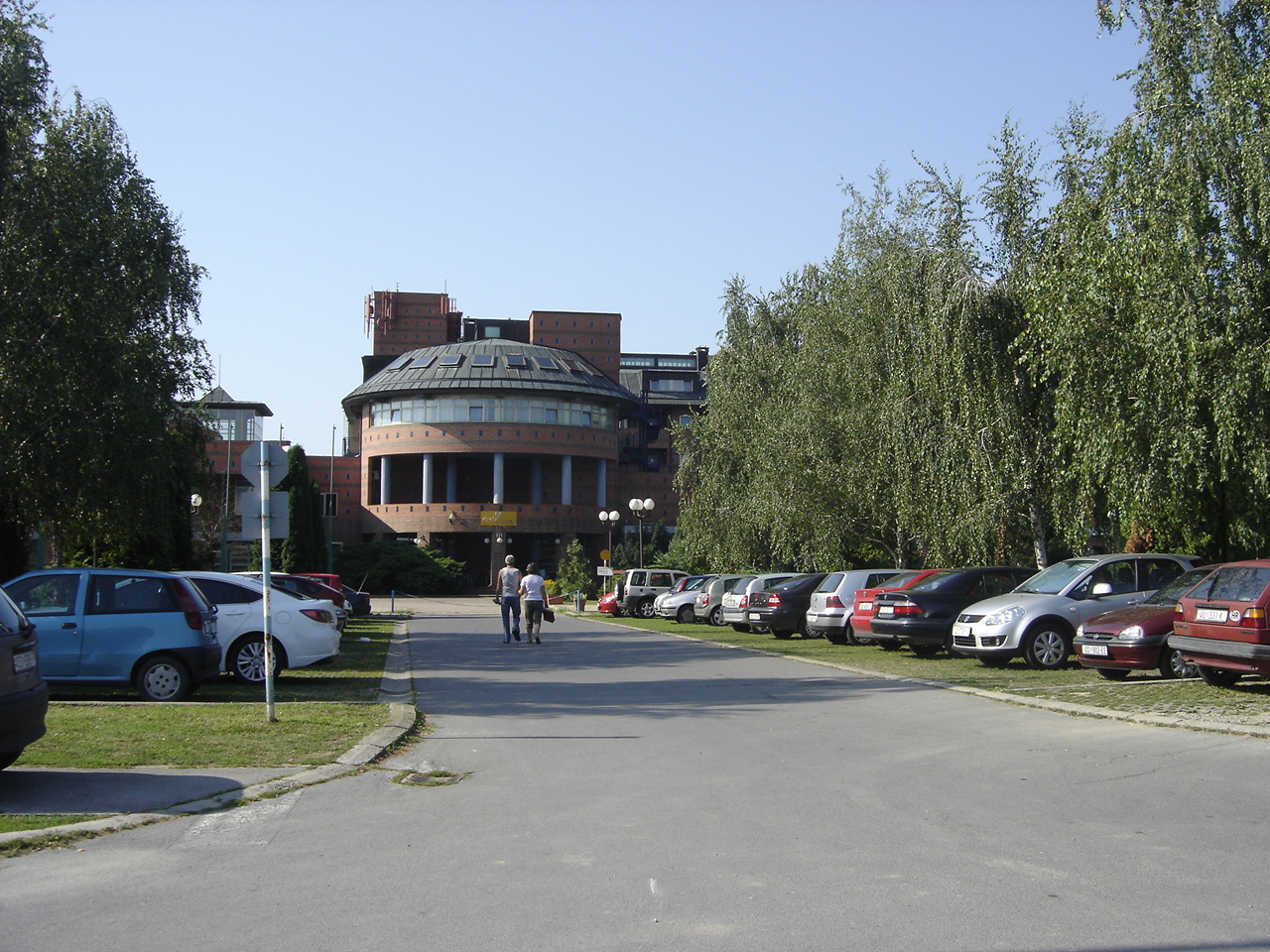
Bizovačke toplice, Hotel Termia.

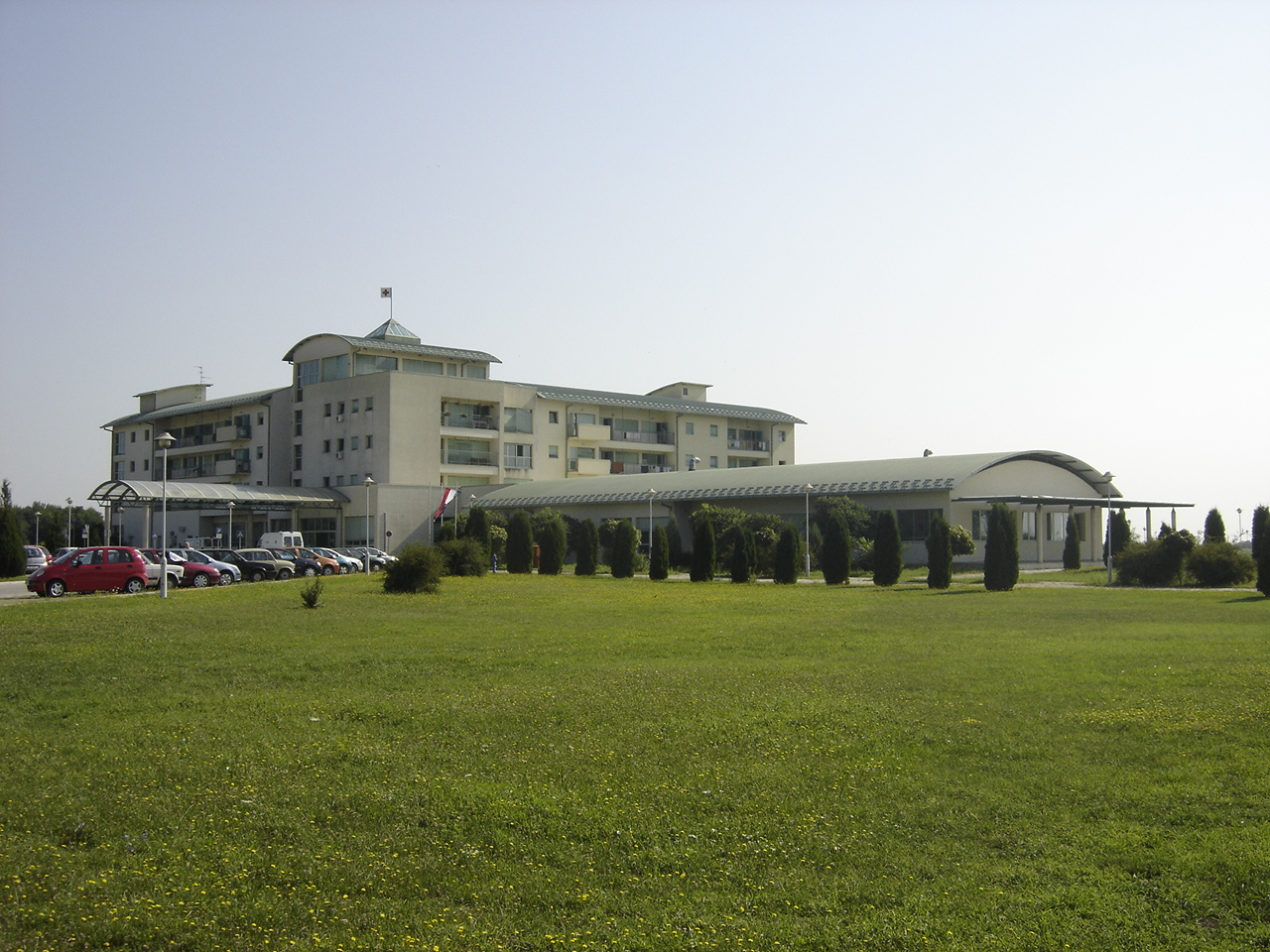
Abteilung für Physikalische Medizin und Rehabilitation.

Bizovačke Toplice ist ein Thermalbad in Kroatien. Das Heilwasser ist die heißeste Sole Europas. Die Quellen liegen in der Nähe der Orte Bizovac und Valpovo im Nordosten Kroatiens, etwa 20 km westlich von Osijek.
Das Wasser ist außerordentlich mineralstoffreich und kann zur Behandlung zahlreicher Erkrankungen nützlich werden.
Auf der Suche nach Erdölvorkommen stießen die Geologen im Jahr 1970 in einer Tiefe von etwa 2000 m auf 96 °C heißes Wasser.
Diese Nutzung dieser Heilquelle erlangte im Lauf der Jahrzehnte große wirtschaftliche Bedeutung für die umliegenden Orte.